# エドウィン・スター
エドウィン・スター （Edwin Starr、本名:チャールズ・エドウィン・ハッチャー・Charles Edwin Hatcher、1942年1月21日 - 2003年4月2日）は、アメリカ合衆国テネシー州ナッシュビル出身のソウルミュージックシンガー。
弟には歌手のロジャー・ハッチャーがいる。

## 来歴
彼のキャリアは長く音楽活動を1956年頃には開始し、The Futuretones、The Metrotones、ビル・ドゲット・コンボなどに参加した。
1965年にモータウン傘下のRic-Ticレーベルから「Agent Double-O-Soul」でレコード・デビューしている。
1966年、短期活動のザ・ホリデイズ を Eddie Anderson,スティーヴ・マンチャ and J.J.バーンズらと結成し注目を集めた。
1966年からはGordyから作品を発表するようになり、1977年に20th Century へ移籍するまでモータウンでの仕事をしている。1969年に、彼は「25マイルズ」をヒットさせた。
1970年にヒットしたノーマン・ホイットフィールドとバレット・ストロングによって手がけられた、"ウォー"（邦題:黒い戦争）は、反戦歌として知られている。
エドウィンはこの曲でグラミー賞のR&B部門の最優秀男性歌唱賞を受賞している。
また、この曲は映画ラッシュアワーでも使用されている。
70年代後半にはディスコ曲「コンタクト」が小ヒットしたが、精彩を欠いていた。
2003年4月2日に心臓発作で死去、イギリスのノッティンガムの自宅で死去した。享年61歳。

## ディスコグラフィ

### アルバム
- Soul Master - Gordy 931 - 1968
- 25 Miles - Gordy 940 - 1969
- Just We Two - Gordy 945 - 1969 (Edwin Starr & Blinky)
- War & Peace - Gordy 948 - 1970
- Involved - Gordy G956L - 1971
- Hell Up In Harlem - Motown M802V1 - 1974
- Free To Be Myself - Granite 1005 - 1975
- Afternoon Sunshine - GTO GTLP019 - 1976
- Clean - 20th Century T559 - 1978
- Happy Radio - 20th Century T591 - 1979
- Stronger Than You Think I AM - 20th Century T615 - 1980
- Superstar Series - Motown M5-103V1 - 1980

### シングル (初期)
- Ric-Tic 103 - Agent Double-O-Soul / Inst. (1965)
- Ric-Tic 107 - Back Street* / Inst. (1965)
- Ric-Tic 109 - Stop Her On Sight (S.O.S.) / I Have Faith In You
- Ric-Tic 114 - Headline News / Harlem (1966)
- Ric-Tic 118 - It's My Turn Now / Girls Are Getting Prettier (1967)
- Ric-Tic 120 - You're My Mellow / My Kind Of Woman (1967)
- Gordy 7066 - Gonna Keep On Tryin' Til I Win Your Love / I Want My Baby Back (1967)
- Gordy 7071 - I Am The Man For You Baby / My Weakness Is You (1968)
- Gordy 7078 - Way Over There / If My Heart Could Tell The Story (1968)
- Gordy 7083 - Twenty-Five Miles / Love Is The Destination (1969)
- Gordy 7087 - I'm Still A Struggling Man / Pretty Little Angel (1969)